# Saison 7 de New York, section criminelle
Chronologie
Saison 6 Saison 8
Cet article présente la septième saison de la série policière New York, section criminelle.

## Synopsis de la saison
Cette série met en scène une unité d'élite chargée d'enquêter sur des meurtres extrêmement violents en cernant la psychologie des meurtriers.

## Distribution

### Acteurs principaux
Équipe A
- Vincent D'Onofrio : inspecteur Robert Goren
- Kathryn Erbe : inspecteur Alexandra Eames

Équipe B
- Chris Noth : inspecteur Mike Logan
- Julianne Nicholson : inspecteur Megan Wheeler (après son congé maternité, apparaît dès l'épisode 12)
- Alicia Witt : inspecteur Nola Falacci (début : épisode 2 - dernière apparition : épisode 10 - remplace Julianne Nicholson pendant son congé maternité)

Chef
- Eric Bogosian : capitaine Danny Ross

### Acteurs récurrents
- Leslie Hendrix (en) : Dr Elizabeth Rodgers
- Tony Goldwyn : Frank Goren
- Geneva Carr : journaliste Faith Yancy
- Seth Gilliam : inspecteur Daniels
- Mike Pniewski : chef des inspecteurs, Kenneth Moran
- Holt McCallany : inspecteur Patrick Copa
- Leslie Hope : substitut du procureur, Terri Driver

## Liste des épisodes

### Épisode 1:Neuf ans après
- États-Unis : 4 octobre 2007 sur USA Network
- France : 21 janvier 2009 sur TF1

- Rod Breckinridge (Substitut du Procureur Paul Heinz)
- Elisa de la Roche (Yvette Minaya)
- Emilio Delgado (Rodolfo Delgado)
- Jodi Dick (Sanders)
- Casey Johnson Esu (Chef d'équipe McCormick)
- Michael Gregory Fung (Son)
- Seth Gilliam (Inspecteur Daniels)
- René Ifrah (George Lombardi)
- Tiffany Jewel (Corinne Williams)
- Natalie Kim (Kyung Hai)
- Florencia Lozano (Theresa Quinn)
- Holt McCallany (Inspecteur Patrick Copa)
- Gerald McCullough (Kevin Quinn)
- Gio Perez (Victor Delgado)
- Mike Pniewski (Kenny Moran)
- AI D. Rodriguez (Alfred Minaya)
- Shirley Roeca (Sandra Minaya)
- Rafael Sardina (Dr Manny Beltran)
- Felix Solis (Ray Delgado)
- Miles Williams (Tommy Quinn)
- Bill Winkler (Larry Hart)
- Richard Feng Zhu (Johnny Kang)

### Épisode 2:La Folie des grandeurs
- États-Unis : 11 octobre 2007 sur USA Network
- France : 17 mai 2010 sur TF1

- Armand Anthony (Maître d'hôtel)
- Lawrence Ballard (Inspecteur Hassan)
- Cameron Bowen (Ralph Lucas)
- Christopher Burns (George Miller)
- Danny Burstein (Leo Bernardi)
- Steven Cambria (Zach Rush)
- Sunda Croonquist (Nancy Lee)
- August Emerson (Jason Rush)
- Devon Gummersall (Tom Pitino)
- Allison Hirschlag (Alison)
- Kate Hodge (Paula Rush)
- Laki Latinka Igrutinovic (Inga van der Wall)
- Michael O'Keefe (Dr Eli Rush)
- Erica Peeples (Sam Josten)
- Nicholas Purcell (Ben)
- Eileen Rivera (Infirmière Monroe)
- David Robinette (Mark)
- Myra Lucretia Taylor (Infirmière Kennedy)
- Alanna Thompson (April)
- Carrie Yaeger (Helen Combs)
- Meredith Zinner (Cathy Miller)
- Dan Ziskie (John Lucas)

### Épisode 3:La Racine du mal
- États-Unis : 18 octobre 2007 sur USA Network
- France : 14 janvier 2009 sur TF1

- Amy Acker (Leslie Lezard)
- Jim Gaffigan (Marty Palin)
- Mary Bacon (Elena Kettle)
- Guishyloh Boursiquot (Lamont)
- Mike Britt (Roy)
- Grant Chang (Cho)
- Holley Fain (Stacey)
- Michelle Federer (Nina Goldman)
- Catrina Gainey (Jacqueline Borden)
- Mary Goggin (Anne Tally)
- Adam Heller (Dr Norm Goldman)
- Akiya Henry (Lissa Borden)
- Frank John Hughes (Bing Schorr)
- Jason Kravits (Jim Kettle)
- Heidi Kristoffer (Kelly)
- Timothy Mitchum (Hutsut Matt)
- Pat Murphy (Dawn Condor)
- April Nixon (Evie Matt)
- Amir Ali Said (Desean Colt)
- Walter Louis Simpson III (Ricky)
- Jacqueline Torres (Mimi)
- W. W. Wilson (Inspecteur Wilson)

### Épisode 4:Cœurs solitaires
- États-Unis : 25 octobre 2007 sur USA Network
- France : 17 mai 2010 sur TF1

- Meghan Andrews (Vanessa Albert)
- Pepper Binkley (Becky)
- Amanda Detmer (Tammy Mills)
- Elisabeth A. Furtado (Étudiante)
- Lola Glaudini (Leanne "Lee" Baker)
- Jacob Ming-Trent (Gerry Mitchell)
- Jennifer Missoni (Anya Pugach)
- Alex Moggridge (Chris Sherman)
- Josh Pais (Noah Stein)
- Thomas Sadoski (Patrick Cardell)
- Zuzanna Szadkowski (Olga)
- John Viscardi (Nikos Bakalis)
- Caris Vujcec (Inspecteur Campesi)

### Épisode 5:Eaux profondes
- États-Unis : 1er novembre 2007 sur USA Network
- France : 14 janvier 2009 sur TF1

- Amir Arison (Tarek "Rick" Agiza)
- Stephen Axelrod (Walter)
- Alison Becker (Inspecteur Streetman)
- Almeria Campbell (Tricia Harper)
- Michael Cerveris (Greg Stipe)
- Timothy Deenihan (Inspecteur Christian Lindsay)
- Kelli Giddish (Dana Stipe)
- John Kohler (Beeler)
- Jackson Pace (L'enfant)
- George R. Sheffey (Capitaine John Fusco)
- Eric Sheffer Stevens (Tom "Chilly" Chilton)
- Todd Weeks (Agent Corbett)
- Frederick Weller (en) (Simon Harper II)
- Eric Zuckerman (Arthur Sage)

### Épisode 6:Chacun son rôle
- États-Unis : 8 novembre 2007 sur USA Network
- France : 24 mai 2010 sur TF1

- Remy Auberjonois (Dr Jay Alberstein)
- Amanda Barron (L'épouse)
- Charles Borland (Agent du FBI Frank Billings)
- Helen Coxe (Dr Monica Frye)
- Laura Dekkers (Dr Jackie Gold)
- Paula Devicq (Christine Mayfield)
- Steve Guttenberg (Clay Darren)
- Stella Keitel (Alice Frye)
- Gary Kramer (Le mari)
- Bruce MacVittie (Juge Harvey Burns)
- Tommy Nelson (Clay Darren Jr)
- Jack Saturno (Harlan)
- Nicole Shalhoub (Habiba Morelle)
- Michal Sinnott (Christine jeune)
- John Ventimiglia (John Hawk)
- Caris Vujcec (Inspecteur Louise Campesi)

### Épisode 7:La Vie n'est pas un roman...
- États-Unis : 15 novembre 2007 sur USA Network
- France : 21 janvier 2009 sur TF1

- Nikole Beckwith (Tina)
- Patricia Cardello (Constance)
- Cherelle Cargill (La mère de D Tour)
- Shamika Cotton (Kira Danforth)
- Peter Coyote (Lionel Shill)
- Victoria Dillard (Sharon Adams)
- Amy Flanagan (Paige Aldwyn)
- William Jackson Harper (Chayne Danforth)
- Sharon Hope (Ida Daniels)
- Derek Milman (Amos)
- Marlon Morrison (Le chauffeur)
- Dustin Olson (Tom)
- Zachary Robidas (Chad)
- Pablo Schreiber (TJ Hawkins)
- Ron Simons (Inspecteur Willis)
- Fisher Stevens (Gareth Sage)
- Al Thompson (Dante "D Tour" Heath)
- Barbara Walsh (Ariana Cypher)

### Épisode 8:Jeu truqué
- États-Unis : 29 novembre 2007 sur USA Network
- France : 24 mai 2010 sur TF1

- LaTonya Borsay (Infirmière Price)
- Yin Chang (Tracy Kwon)
- Chase Coleman (Brad Barrett)
- Kenneth Franklin (Tim Pardue)
- Peri Gilpin (Grace Pardue)
- Elena Hurst (Carla Sanchez)
- Peter Y. Kim (Hyo)
- Casper Martinez (Reyes)
- Andrew McCarthy (Assistant du Procureur Gene Hoyle)
- Cortez Nance Jr. (Gates)
- Frank Ridley (Coach Bloom)
- Sebastian Sozzi (Benjy Alvarado)
- Kevin Stapleton (Clark Danes)
- Will Toale (Sean McClure)
- Cynthia Watros (Beth Marbury)

### Épisode 9:Isolement
- États-Unis : 6 décembre 2007 sur USA Network
- France : 28 janvier 2009 sur TF1

- David Wilson Barnes (en) (Shep)
- Wendy Baron (Wendy)
- Bill Christ (James Lowry)
- Curtiss Cook (Garvin)
- Tony Goldwyn (Frank Goren)
- Alecia Hurst (Infirmière Nancy)
- Paul Klementowicz (Eagle)
- Debra Monk (Warden Pellis)
- Trevor Morgan (Donny Carlson)
- Anne L. Nathan (Dr Stern)
- George Palermo (Manos)
- Mike Pniewski (Kenny Moran)
- Jennifer Regan (Ellen Lowry)
- Don Sparks (Juge Averton)
- Kevin Townley (Jay Lowry)

### Épisode 10:Violence aveugle
- États-Unis : 13 décembre 2007 sur USA Network
- France : 31 mai 2010 sur TF1

- Abraham Ampka (Isaiah Morris)
- Alexander Bilu (Dimitri Zavulanov)
- Jonet Boldet (Naomi Johnson (12 ans))
- Valentino Bonaccio (Paco Mendoza (3 ans))
- Teddy Cañez (Inspecteur Biaggi)
- Chris Cardona (Inspecteur Jake Barba)
- Rosalyn Coleman (Tonya Johnson)
- Victor Cruz (Carlo Alvar)
- Cesar De Leon (Rojas)
- Demmy Dominguez (Luisa)
- Michael Ray Escamilla (Angle Ruiz)
- Malik Hammond (Ty Johnson (12 ans))
- Jene Hernandez (Vera)
- Alexis Holt (Naomi Johnson (6 ans))
- Harlin C. Kearsley (Franklin Johnson)
- Stephon Arcell Lashley (Isaiah Morris (12 ans))
- Monique Lea (Naomi Johnson)
- Sean J. Moran (Hector Mendoza (11 ans))
- Hisham Hraiche Palacios (Paco Mendoza (7 ans))
- Aaron Reid (Isaiah Morris (6 ans))
- Messiah Stevens (Ty Johnson (6 ans))
- Alok Tewari (Dr Nayar)
- Peterson Townsend (Ty Jonhson)
- Carlos Alberto Valencia (Manuel Lopez)
- Felix Vazquez (Hector Mendoza (7 ans))

- Après cet épisode, la saison a été interrompue par la grève de la Writers Guild of America de 2007.
- C'est le dernier épisode d'Alicia Witt.

### Épisode 11:Les Exclus
- États-Unis : 8 juin 2008 sur USA Network
- France : 4 février 2009 sur TF1

- Rozie Bacchi (Rosie)
- Major Dodge (Officier Hinkamp)
- Seth Gilliam (Inspecteur Daniels)
- Adam Laupus (Mahoney)
- Louis Martinez (Hector Santana)
- Danny Mastrogiorgio (John Testarossa)
- Holt McCallany (Inspecteur Patrick Copa)
- Leroy McClain (Keyshawn Powell)
- Greg McFadden (Gerry Bennett)
- Adriana Moretti (Victoria Bennett)
- Mike Pniewski (Kenny Moran)
- Mimi Rodriguez (Doris)
- Deborah Twiss (Dr Lane)
- Lauren Vélez (Officier Lois Melago)
- Caris Vujcec (Inspecteur Campesi)
- Dean Winters (Mike Stoat)

### Épisode 12:Scénario macabre
- États-Unis : 15 juin 2008 sur USA Network
- France : 31 mai 2010 sur TF1

- James Biberi (Al Petrosino)
- Jeff Biehl (Dr Benway)
- Molly Camp (Evie)
- Federico Castelluccio (Frank Chess)
- Paul DeBoy (Elliott Falls)
- Illeana Douglas (Beverly Tyson)
- Tibor Feldman (Dr Jacoby)
- David Fumero (Spencer London)
- Jeff Garlin (Barry Freeburg)
- Maury Ginsberg (Scénariste)
- Brian Haley (en) (Ted Regan)
- Emily Kinney (Jeannie Richmond)
- Mary McCormack (Marshall Mary Shannon)
- Mason Pettit (Dave McEllroy)
- Anthony J. Ribustello (Joey Snails)
- Mo Rocca (T.K Richmond)
- Denise Vasi (Sarah Baker)
- Cezar Williams (Al Himes)

### Épisode 13:Le Fin Mot de l'histoire
- États-Unis : 22 juin 2008 sur USA Network
- France : 28 janvier 2009 sur TF1

- Kim Allen (Avery Hubert/Avery Woodley)
- Scott Evans (Woody Sage/Scott Woodley)
- Erin Harrington (Inspecteur Flynn)
- Adrian Martinez (Amado)
- Bill Massof (Frank)
- Kate Miller (Trina Melda)
- Eric Roberts (Roy Hubert)
- Kate Cullen Roberts (Ocean)
- Laura Sametz (Sally)
- Charles E. Schumer (Lui-même)
- Brenda Strong (Kathy Jarrow)
- Lucas Wotkowski (Caleb)

### Épisode 14:La Sœur prodigue
- États-Unis : 29 juin 2008 sur USA Network
- France : 7 juin 2010 sur TF1

- Barzin Akhavan (Tamim Shah)
- Adya Bedi (Jasmina Kahn)
- Olivia Birkelund (Blair Kahn)
- Hudson Cooper (Inspecteur Jefferies)
- Douglas Crosby (Patsy Morgan)
- Jyotsna Du Ciel (Rosemary Shah)
- Madhur Jaffrey (Mme Kahn)
- Rock Kohli (Gil)
- Michael Patterson (Kenneth Jamison)
- Deepa Purohit (Maya)
- Roberto Purvis (Nik Loren)
- Stephen Schnetzer (Ajay Kahn)
- Indira Varma (Bela Kahn)
- Todd Weeks (Agent Corbett)
- Waleed Zuaiter (Rani Kahn)

### Épisode 15:Sur liste d'attente
- États-Unis : 6 juillet 2008 sur USA Network
- France : 28 janvier 2009 sur TF1

- Neal Bledsoe (Kevyn)
- Alex Cranmer (Remsen)
- Kelly Deadmon (Kelly Lowe)
- Jon DeVries (Max Wright)
- Elizabeth Flax (Marion)
- Steven Hauck (Penell Whitehall)
- Isabel Keating (Janine)
- Peter Lettre (Billy Lester)
- Ivan Martin (Tim Myler)
- John McAllister (Henry Reynolds)
- Richard McAllister (Henry Reynolds)
- Lisa Kathleen McMahan (Paloma Renzi)
- Anya Migdal (Teya)
- Sarah Jane Morris (Maria Reynolds)
- Jason Pendergraft (Skip Lowe)
- Rae Ritke (Candace)
- Jeremy Shamos (John Eckhardt)
- Andrew William Smith (Brian Reynolds)
- Gavin Toohey (Leo Lowe)
- James Toohey (Leo Lowe)
- Jessica Walter (Eleanor Reynolds)
- Matt Walton (Inspecteur Peary)

### Épisode 16:Sexe, drogue et rock'n roll
- États-Unis : 13 juillet 2008 sur USA Network
- France : 7 juin 2010 sur TF1

- Kathy Brier (Chia Bisman)
- Richard Campbell (Membre de Twisted Strand #1)
- Ramon Fernandez (Ralph Cenzio)
- Noel Fisher (Milo)
- Brett Helsham (Lanie Beck)
- Joan Jett (Sylvia Rhodes)
- Sanjiv Jhaveri (Dr Stewart Fahey)
- David Patrick Kelly (Bo Levy)
- Julienne Hanzelka Kim (Vivian)
- Michael Massee (Jordie Black)
- Ernest Mingione (Gino Toniolo)
- Denise Ramirez (Ava Reese/Bianca Lopez)
- Caris Vujcec (Inspecteur Louise Campesi)
- Dana Wheeler-Nicholson (Tara Black)

### Épisode 17:Comme par magie
- États-Unis : 20 juillet 2008 sur USA Network
- France : 4 février 2009 sur TF1

- Katie Barrett (Shelly)
- Robert John Burck (Lui-même)
- Tony Campisi (Technicien de la police scientifique Malone)
- Kristen Connolly (Teresa/Miranda)
- Nathan Crooker (Membre)
- Angel Desai (Nikki Ishima)
- James Frain (Dean Holiday)
- Samuel Ray Gates (Inspecteur Baker)
- Jeremy Gender (Miles Stone)
- Traci Godfrey (Inspecteur Agnes Farley)
- Robyn Hatcher (Mme Peebles)
- Will Janowitz (Jacob Green)
- Christopher Lloyd (Carmine)
- Karla Mosley (Temp)
- Andrea Navedo (Adele)
- Stephen Plunkett (Jones)
- Shaun Cherise Robinson (Elle-même)
- Paul Shaffer (Lui-même)

### Épisode 18:Sans prendre de gants
- États-Unis : 27 juillet 2008 sur USA Network
- France : 14 juin 2010 sur TF1

- Kris Bratton (Médecin)
- Laura Campbell (Callie Johnson)
- Lisa Emery (La mère de Callie)
- Miguel Ferrer (Gus Kovac)
- Amanda Fulks (Birgitta Gorski)
- Joseph Vincent Gay (Inspecteur Randolph Sachs)
- Enver Gjokaj (Peter Gardela)
- Shaun Kevlin (Gabriel Gardela)
- Arthur Mercante (Ref)
- Tony Roberts (Ziggy Gold)
- Damond Taylor (Calvin Lewis)
- Karolina Wydra (Christina)

### Épisode 19:La Cour des grands
- États-Unis : 3 août 2008 sur USA Network

- Joanna P Adler (Anna Nobile)
- Betsy Aidem (Mme Phillips)
- Woody Boley (Brent Williams)
- Matt Bush (Eric Nessing)
- Teddy Cañez (Inspecteur Biaggi)
- Anthony Carrigan (Jack Walker)
- Mark Delabarre (Skyler)
- Catherine Downey (Michaela)
- Kristin Griffith (Mlle Phillips)
- Dylan Hartigan (Jeffy)
- Peter Francis James (M. Richmond)
- Sonequa Martin-Green (Kiana Richmond)
- Jefferson Mays (Keifar Gates)
- Joseph O'Keefe (Agent de la police scientifique)
- Peter Oliver (Paul Phillipps)
- Matt Salinger (Bill Phillips)
- John Shea (M. Walker)
- Sarah Steele (Tessa Nobile)
- Tom Titone (Stanford)
- Craig Wroe (Tim Williams)

### Épisode 20:Pas de quartier...
- États-Unis : 10 août 2008 sur USA Network
- France : 14 juin 2010 sur TF1

- Alison Becker (Inspecteur Streetman)
- David Call (Ricky Moss)
- Michael Drayer (Jamie Lally)
- Sean Haberle (Jack Williams)
- Leslie Hope (Terri Driver)
- Robert Donlon Kelly (Jose Lopez)
- Matt Lauria (Jake Lally)
- Jim Ligon (Tom Mitchell)
- Darrin James Malone (Kyle Jones)
- Nurit Monacelli (Linda)
- Lucas Papaelias (Lewis Olsen)
- George R. Sheffey (Le barman)
- Cynthia Silver (Abby Gilmore)
- Scott Sowers (Sergent Whelan)
- Skipp Sudduth (Clete Dixon)
- Kate Udall (Thelma Jones)
- Victor Verhaeghe (Robert Goodman)
- Dreama Walker (Brenda Lally)
- Susan Wands (Mme Moss)
- Halley Wegryn Gross (Nancy Williams)

### Épisode 21:Dernière confession
- États-Unis : 17 août 2008 sur USA Network
- France : 21 juin 2010 sur TF1

- Kate Blumberg (Mary Ann)
- Stephen Bradbury (Warden Hunt)
- Lee Bryant (Mme Hewlitt)
- Jonathan Cake (Colin Ledger)
- Brad Calcaterra (Wayne)
- Caroline Stefanie Clay (Vertel Davis)
- Alex Cole (Peter Bottner)
- Matthew Detmer (Marty Swenders)
- Michael Devine (Agent Grady)
- Heather Dilly (Shannon Bottner)
- Michael Ersch (L'ambulancier)
- Julia Gibson (Dylan Farlis)
- Leslie Hope (Terri Driver)
- Audrey Jessup (Natalie Bottner)
- David Little (M. Hewlitt)
- Steven Marcus (Homme)
- Chris McKinney (Randy Nichols)
- James Murtaugh (Alan Bottner)
- Denis O'Hare (Père Shea)
- Cameron Taylor (Journaliste)

- C'était la dernière apparition de Chris Noth, il est remplacé par Jeff Goldblum.
- Denis O'Hare jouera le rôle du père Shea en 2013 dans l'épisode 10 de la saison 14 de New York, unité spéciale.

### Épisode 22:Bouquet final
- États-Unis : 24 août 2008 sur USA Network
- France : 4 février 2009 sur TF1

- Kevin Alexander (Inspecteur Mertz)
- Hudson Cooper (Inspecteur Jefferies)
- John Glover (Dr Declan Gage)
- Tony Goldwyn (Frank Goren)
- Molly Gottlieb (Gwen Chapel)
- Ilana Levine (Evelyn Carlson)
- Daniel Oreskes (Inspecteur Fontanella)
- Howard W. Overshown (Inspecteur Ozzie Rivera)
- Michal Sinnott (Julie)
- Nick Sullivan (Dr Duque)
- Karen Tsen Lee (Dr Wen)